# A Hard Rain's A-Gonna Fall
A Hard Rain's a-Gonna Fall è una canzone scritta da Bob Dylan durante l'estate del 1962. È stata la prima ad essere registrata negli studi della Columbia Records il 6 dicembre 1962 per il suo secondo album The Freewheelin' Bob Dylan. La struttura del testo è basata sulla tradizionale ballata Lord Randal, Child Ballads nº 12.
Molti rimasero colpiti dalla potenza e dalla complessità della composizione. Per il critico Robert Shelton, A Hard Rain's A-Gonna Fall rappresenta un "capolavoro della musica folk", che concretizza i frutti della fusione tra poesia e jazz avvenuta negli anni cinquanta, influenzata dalle opere di Ginsberg, Ferlinghetti, e Rexroth. Il cantante folk Dave Van Ronk commentò in seguito: «Fui sicuro da subito che Hard Rain rappresentasse l'inizio di una rivoluzione artistica vera e propria». Pete Seeger espresse considerazioni simili affermando come, secondo lui, questa canzone sarebbe durata nel tempo più di tutte le altre scritte da Dylan.

## Il brano
Il 22 settembre, Dylan appare per la prima volta alla Carnegie Hall, parte di un'all-star hootenanny. Questo spettacolo è stata la prima comparsa ufficiale in pubblico di A Hard Rain's A-Gonna Fall, una complessa canzone costruita su domande e risposte sul modello della tradizionale ballata britannica Lord Randal, pubblicata da Francis Child. Un mese dopo, il 22 ottobre 1962, il presidente degli Stati Uniti John F. Kennedy apparve in televisione per annunciare la scoperta di missili sovietici sull'isola di Cuba.
Sulle informazioni di copertina dell'album Freewheelin', Nat Hentoff scrisse che Dylan gli aveva confidato di aver scritto Hard Rain in risposta alla crisi dei missili cubani e alla paura dello scoppio imminente di una terza guerra mondiale: «Ogni strofa è in realtà l'inizio di una nuova canzone. Ma quando scrissi ciò, mi sembrava di non avere abbastanza tempo per scrivere tutte quelle canzoni così ho messo tutto quello che potevo in questa». In realtà, Dylan aveva scritto la canzone più di un mese prima della crisi.
Tuttavia, la canzone è rimasta rilevante nel corso degli anni. Alcuni hanno suggerito che il ritornello del brano si riferisce al Fallout nucleare. In un'intervista alla radio con Studs Terkel nel 1963, Dylan disse:

### Esecuzioni dal vivo
Sebbene sia possibile che Dylan possa aver eseguito il brano per i suoi amici in precedenza, A Hard Rain's a-Gonna Fall fu presentata ufficialmente in pubblico il 22 settembre 1962 alla Carnegie Hall, come parte di un concerto organizzato da Pete Seeger. In proposito Seeger ricordò: «Dovevo dire a tutti i cantanti: "ragazzi, potete suonare solo tre canzoni e basta. Perché abbiamo solo dieci minuti ciascuno". E Bob alzò la mano e disse: Cosa dovrei fare? Una delle mie canzoni dura dieci minuti da sola!».
Dylan eseguì regolarmente la canzone nei concerti degli anni seguenti, e ci furono molte esecuzioni memorabili. Un'esecuzione proveniente da un concerto dell'ottobre 1963 alla Carnegie Hall è stata pubblicata nell'album The Bootleg Series Vol. 7: No Direction Home: The Soundtrack, mentre un'altra versione proveniente da una esibizione a New York, registrata un anno dopo, appare in The Bootleg Series Vol. 6: Bob Dylan Live 1964, Concert at Philharmonic Hall. Dylan eseguì la canzone nell'agosto 1971 al concerto per il Bangladesh, organizzato da George Harrison e Ravi Shankar. Il 4 dicembre 1975, durante una tappa del tour Rolling Thunder Revue al Forum di Montreal, Canada, Dylan suonò una versione rock in tempo più veloce del brano, che venne inclusa in The Bootleg Series Vol. 5: Bob Dylan Live 1975, The Rolling Thunder Revue. Questa versione appare anche nel box set Bob Dylan - The Rolling Thunder Revue: The 1975 Live Recordings, insieme a quella del 21 novembre 1975 e a una prova ancora precedente. Il 23 maggio 1994 Dylan suonò il brano al festival "The Great Music Experience" in Giappone, accompagnato da un'orchestra sinfonica di novanta elementi diretta da Michael Kamen. Alla fine del 2007, Dylan incise una nuova versione di A Hard Rain's a-Gonna Fall con una strofa aggiuntiva in esclusiva per la fiera mondiale Expo Zaragoza 2008, incentrata sullo sviluppo eco-sostenibile.
Il 10 dicembre 2016 Patti Smith ha eseguito la canzone con un accompagnamento orchestrale durante la cerimonia di assegnazione del Premio Nobel per la letteratura a Bob Dylan.

## Cover
- Pete Seeger: We Shall Overcome (1963); World of Pete Seeger (1973); We Shall Overcome: Complete Carnegie Hall Concert (1989); The Best of Broadside 1962–1988 (2000)
- Joan Baez: Farewell Angelina (1965); The First 10 Years (1970); Live -Europe '83: Children of the Eighties (1983); Rare, Live & Classic (1993)
- Rod MacKinnon: Folk Concert Down Under (1965)
- Leon Russell: The Shelter People (1971); The Songs of Bob Dylan (1993); Retrospective (1997)
- Bryan Ferry: These Foolish Things (1973); Street Life (1986); More Than This: The Best of Bryan Ferry (1999)
- The Staple Singers: Use What You Got (1973)
- Nana Mouskouri: Que je sois un ange... (1974); À Paris (1979 live); Le Ciel est Noir - Les 50 Plus Belles Chansons de Nana Mouskouri (2007); Rendez-Vous (2011, in duetto con il cantante canadese Garou).
- Edie Brickell and New Bohemians: Born on the Fourth of July (colonna sonora) (1989)
- Barbara Dickson: Don't Think Twice, It's Alright (1992)
- Melanie: Silence Is King (1993)
- Aviv Geffen: Geshem Kaved Omed Lipol (in ebraico: גשם כבד עומד ליפול)
- Andy Hill: It Takes a Lot to Laugh (2000)
- Bill Frisell in versione strumentale sull'album dal vivo East/West (2005)
- Jason Mraz: Listen to Bob Dylan: A Tribute (2005)
- Faust: Nodutgang (compilation) (2006)
- Ann Wilson: Hope & Glory (2007) (con Rufus Wainwright & Shawn Colvin)
- Les Fradkin: 12 (2007)
- Robert Křesťan: Dylanovky (2007)
- Robert Plant & The Band of Joy l'8 aprile 2011 durante un concerto a Louisville, KY.[7]
- Jimmy Cliff: Sacred Fire EP (2011)
- Walk off the Earth: A Hard Rain's a Gonna Fall - Marshall and Sarah Blackwood (2011)
- Tom Russell con Lucinda Williams e Calexico: Mesabi (2011)
- Patti Smith dal vivo durante la cerimonia di consegna dei Premi Nobel (2016)[8]
- Laura Marling: contenuta nella quarta stagione della serie britannica Peaky Blinders prodotta dalla BBC (2017)
- Nel 2019 Gian Pieretti ne ha realizzato una versione in italiano nel suo album Nobel, dedicato a cover di Dylan, intitolata Una forte pioggia cadrà [9].